# Thaísa
Thaísa Daher de Menezes; znana jako Thaísa (ur. 15 maja 1987 w Rio de Janeiro) – brazylijska siatkarka, reprezentantka Brazylii, grająca na pozycji środkowej. 
W 2013 roku przeszła operację nosa. W kolejnych latach przeszła jeszcze operację powiększenia biustu i harmonizacji twarzy.
W marcu 2024 roku w meczu ligowym w brazylijskiej Superlidze przekroczyła barierę 5000 punktów w krajowych rozgrywkach.
Po ostatnim rozegranym meczu na Igrzyskach Olimpijskich 2024 w Paryżu postanowiła zakończyć występy w reprezentacji Brazylii.

## Sukcesy klubowe
Mistrzostwo Brazylii:
- 2006, 2007, 2008, 2010, 2012, 2021, 2022[4], 2024[5]
- 2003, 2004, 2009, 2011, 2013, 2015, 2023[6]
- 2014, 2016

Puchar Brazylii:
- 2007, 2008, 2014, 2021, 2023[7]

Klubowe Mistrzostwa Ameryki Południowej:
- 2009, 2010, 2011, 2012, 2020, 2022[8], 2024[9]
- 2014, 2015, 2021, 2023[10]
- 2025[11]

Klubowe Mistrzostwa Świata:
- 2012, 2016
- 2010, 2014
- 2011

Liga Mistrzyń:
- 2017

Superpuchar Brazylii:
- 2023[12], 2024[13]

## Sukcesy reprezentacyjne
Mistrzostwa Świata Juniorek:
- 2003, 2005

Igrzyska Panamerykańskie:
- 2011
- 2007

Mistrzostwa Ameryki Południowej:
- 2007, 2009, 2011, 2013, 2023[14]

Puchar Świata:
- 2007

Grand Prix:
- 2008, 2009, 2013, 2014, 2016
- 2010, 2011, 2012

Igrzyska Olimpijskie:
- 2008, 2012
- 2024[15]

Volley Masters Montreux:
- 2009

Puchar Panamerykański:
- 2009, 2011

Puchar Wielkich Mistrzyń:
- 2009

Mistrzostwa Świata:
- 2010
- 2014

## Nagrody indywidualnen i wyróżnienia
- 2009: Najlepsza blokująca brazylijskiej Superligi
- 2010: Najlepsza atakująca Klubowych Mistrzostw Świata
- 2011: Najlepsza serwująca Grand Prix
- 2012: Najlepsza blokująca Klubowych Mistrzostw Ameryki Południowej
- 2012: Najlepsza blokująca Grand Prix[16]
- 2012: Najlepsza atakująca Klubowych Mistrzostw Świata
- 2013: MVP i najlepsza środkowa Grand Prix
- 2013: Najlepszą siatkarka roku 2013 w Brazylii[17]
- 2014: Najlepsza blokująca Klubowych Mistrzostw Ameryki Południowej
- 2014: Najlepsza blokująca Mistrzostw Świata[18]
- 2014: Najlepsza blokująca Klubowych Mistrzostw Świata
- 2016: Najlepsza środkowa Grand Prix
- 2020: MVP Klubowych Mistrzostw Ameryki Południowej
- 2023: Najlepsza środkowa Klubowych Mistrzostw Ameryki Południowej[19]
- 2023: Najlepsza środkowa Mistrzostw Ameryki Południowej
- 2024: Najlepsza środkowa Klubowych Mistrzostw Ameryki Południowej[20]
- 2024: MVP Superpucharu Brazylii